# Arno Bausemer
Arno Bausemer, né le 2 décembre 1982 à Havelberg (RDA), est un homme politique allemand. Membre de l'Alternative pour l'Allemagne (AfD), il est élu député européen le 9 juin 2024.

## Biographie
Arno Bausemer grandit à Hohengöhren. Il fréquente les écoles de Schönhausen et Tangermünde, avant d'entamer des études de journalisme et de sciences politiques à l'université de Leipzig, sans les terminer,.
En 2009, il devient juge non-professionnel (en) au tribunal administratif de Magdebourg (de). Il travaille à la Mitteldeutscher Rundfunk l'année suivante pendant neuf mois, avant d'être figurant pour des films de Til Schweiger et de participer à des émissions de télé-réalité,.

### Carrière politique
Son père était membre de l'assemblée de l'arrondissement de Stendal, représentant le Parti libéral-démocrate (FDP), ce qui l'a conduit à rejoindre le parti. Il est actif au sein de ce parti pendant dix ans mais s'en détourne quand celui-ci approuve le plan de sauvetage de la Grèce. Il le quitte finalement en janvier 2016, en raison de l'affaire de fraude électorale de Stendal (de) et en raison des positions du FDP sur la crise migratoire en Europe.
En février 2016, il rejoint l'Alternative pour l'Allemagne. Il en devient membre du conseil de district, candidat à la mairie d'Elbe-Havel-Land (de), ainsi que membre de son comité exécutif en Saxe-Anhalt.
Au printemps 2017, il prend la direction de la section de la Jeune Alternative pour l'Allemagne à Stendal. Il devient chef de cabinet d'Oliver Kirchner (de) en novembre 2017. Lors des élections fédérales de 2021, il est le candidat du parti dans la circonscription d'Altmark-Jerichower (de).
À l'approche des élections européennes de 2024, il est réprimandé par l'AfD pour avoir fourni des informations inexactes dans son CV. Toutefois, il est maintenu sur la liste des candidats pour les élections européennes et est élu député européen le 9 juin 2024.